# Venevisión International Productions
Venevisión International Productions es una empresa productora latinoamericana de origen venezolano-estadounidense de contenidos para televisión y cine en habla hispana más grande de los Estados Unidos y Latinoamérica, con años de experiencia en la producción y distribución de contenidos. Sus contenidos son operados y distribuidos por Cisneros Media Distribution, filial de la Organización Cisneros.

## Historia
La propietario, Venevision International (hoy Cisneros Media) abrió sus puertas en 1971, teniendo su sede principal en Miami, FL (Estados Unidos), y contando con oficinas en Caracas (Venezuela). Sus producciones son producidas en la sede de Miami, siendo distribuida globalmente en más de 90 países alrededor del mundo por VVI.
La empresa se estrenó en la coproducción de telenovelas en 1998 con La mujer de mi vida, en 2001 la primera telenovela erótica Latin Lover, en 2007 la primera telenovela producida exclusivamente para teléfonos celulares Querido Profe, y en 2006 la primera telenovela por internet con Isla Paraíso. La mayoría de sus producciones eran estrenadas primeros por Univision (del cual la Organización Cisneros fue copropietario desde 1992 hasta finales del 2000), y después, Venevisión.

## Producción
Venevision Productions produce anualmente más de 1.000 horas de contenido de entretenimiento en las instalaciones de Cisneros Studios (antes conocida Venevisión Studios hasta diciembre de 2014) en Miami, Venevisión en Venezuela, y otros estudios asociados a nivel mundial, que se distribuyen alrededor del mundo a más de 100 países y 20 idiomas por Cisneros Media Distribution.
Anteriormente tenía asociación en sus producciones con Fonovideo Productions, hasta 2004 cuando este fue vendido. Actualmente está asociado con las principales cadenas hispanas en Estados Unidos (Univisión, empresa propiedad del conglomerado empresarial mexicano-estadounidense, TelevisaUnivision; Estrella TV y por último Telemundo, filial de NBCUniversal)